# 毛泽东旗帜网
毛泽东旗帜网是2003年成立的中華人民共和國网站，目前名为毛泽东思想旗帜网，通常简称毛旗网。

## 历史
2001年，《中流》和《真理的追求》停刊。2003年，一些老人发起成立了毛泽东旗帜网，李成瑞是毛旗网的思想主导者。毛旗网基本没有收入来源，财政依赖于老人捐款。
2007年7月，毛旗网登载由原国务院发展研究中心顾问马宾牵头的七千字公开信，痛陈改革开放的弊端，称“如果十七大还是这样坚定不移地、毫不动摇地走下去，叶利欣式的人物就一定会出现，亡党亡国的悲惨局面马上就会到来”，又称“中华民族到了最危险的时候”。不久后网站关闭，不过网站创建者齐志望称是“技术故障”。
2012年4月，毛旗网和乌有之乡在薄熙来被停职后一起被关停。2012年，大地微微网开通，自称即从前的毛泽东旗帜网，后关闭。2014年11月，毛泽东思想旗帜网上线，自称即从前的毛泽东旗帜网，后关闭。2015年10月，击水中流网上线，自称毛泽东旗帜网的延续，后关闭。2017年7月，毛泽东思想旗帜网在北京重新注册备案开通。